# Ізабель Адріані
Ізабель Адріані (італ. Isabelle Adriani, справжнє ім'я Федеріка Федерічі, італ. Federica Federici; * 22 червня 1972, Умбертіде, Умбрія, Італія) — італійська акторка, журналістка, співачка, письменниця.

## Біографія
Ізабель Адріані володіє унікальним оперним голосом. Має докторський ступінь у галузі історії, розмовляє англійською, французькою, німецькою, іспанською та італійською мовами вільно. Знялася в більш ніж 35 фільм в Італії протягом останніх 4 років. Опублікувала 10 книг з казками і 2 історичні романи («Сад влади» і «Правдива історія про Попелюшку»).

## Фільмографія
- Dangerous Beauty
- Un'estate ai Caraibi (2009)
- Amore 14 (2009)
- Immaturi (2010)
- Чоловіки проти жінок (Maschi contro femmine) (2010)
- C'è chi dice no (2010)
- Tutto l'amore del mondo (2010)
- Una sconfinata giovinezza (2010)
- Американець (The American) (2010)
- La prima cosa bella (2010)
- Baciato dalla fortuna (2011)
- Il cuore grande delle ragazze (2011)
- Lezioni di cioccolato 2 (2011)
- Matrimonio a Parigi (2011)
- Faccio un salto all'Avana (2011)
- Che bella giornata (2011)
- Viva l'Italia (2012)
- Ci vediamo a casa (2012)
- Venuto al mondo (2012)

## Джерело
- Сторінка в інтернеті [Архівовано 20 січня 2015 у Wayback Machine.]

| Актор | Це незавершена стаття про акторку. Ви можете допомогти проєкту, виправивши або дописавши її. |

| Письменник | Це незавершена стаття про письменницю. Ви можете допомогти проєкту, виправивши або дописавши її. |